# Masuriska sjöarna
Masuriska sjöarna är de cirka 3 000 sjöar belägna i Masurien i nordöstra Polen, 130–240 kilometer nordöst om Warszawa.
Sjöarna blev historiskt kända under första världskriget då tyska trupper under befäl av fältmarskalken Paul von Hindenburg vid två slag i slutet av 1914 och början av 1915 besegrade ryska arméförband och tvingade dem att utrymma Ostpreussen.